# لوسيان ليندن
لوسيان ليندن هو عالم حشرات وعالم نبات بلجيكي، ولد في 12 ديسمبر 1853 في بروكسل في بلجيكا، وتوفي في 17 أكتوبر 1940 في واترميل بوآتسفور ‏ في بلجيكا.